# Union paysanne
L'Union paysanne (UP) est une association agricole et citoyenne ayant pour but de défendre le développement d’une agriculture paysanne au Québec. Elle représente avant tout des agriculteurs, mais également des citoyens en faveur d’une agriculture et d’une alimentation à échelle humaine. Sa devise est : L’alliance de la Terre et de la table.
La principale revendication de l’Union paysanne est la contestation du monopole syndical au Québec, détenu par l'Union des producteurs agricoles, dans le milieu agricole. 

## Historique
L’Union paysanne a été fondée en 2001 à Saint-Germain-de-Kamouraska par Roméo Bouchard et Maxime Laplante.  
La fondation de l’Union paysanne est le résultat d’une montée dans les années  1990 d’un contre-discours face à l’idéologie agroproductiviste que l’Union des producteurs agricoles (UPA) a adopté depuis les années  1950. 

### Montée du mouvement paysan
Le mouvement paysan québécois se construit avant tout par rapport à la conception moderne de la paysannerie, il n’est pas issu d’une classe sociale historique, il s’inspire du modèle français de la Confédération paysanne et du modèle international de la Via Campesina. Il s’inscrit en opposition à la logique productiviste qui se développe dans le domaine agroalimentaire. 
Dans les années 1970, le mouvement du « retour à la terre » amène la création du Mouvement pour l’agriculture biologique (MAB) qui prône de développement de l’agriculture biologique. Ce mouvement encourage le développement d’une agriculture différente de celle du modèle dominant de l’UPA. Par contre, le mouvement ne conteste pas encore directement la structure du modèle agroalimentaire québécois.

### Contestation du monopole de l'UPA
C’est dans les années 1990 que la contestation envers le modèle de l’UPA prend de l’ampleur.  Le combat principal de l’union paysanne est la remise en question de la Loi sur les producteurs agricoles. C’est de cette loi que découle la situation de monopole syndical au Québec, une situation unique au monde.
Cette loi adoptée par l'Assemblée nationale du Québec en 1972 a pour but de réguler le modèle syndical dans le milieu agricole. Elle stipule qu’un seul syndicat peut être accrédité auprès de la Régie des marchés agricoles pour représenter les producteurs agricoles du Québec. L’Union des producteurs agricoles (UPA) est l’organisation syndicale reconnue par la Régie depuis l’adoption de la loi. Cette loi confère également à l’organisation reconnue la possibilité de prélever une cotisation auprès de ses membres à la suite d’un référendum positif sur la question.
La contestation de la loi est la raison première de la création de l’Union paysanne. En effet, à sa fondation l’UP avait pour but premier de se faire reconnaître en tant qu’organisation syndicale par la Régie des marchés agricoles et ainsi représenter politiquement les agriculteurs paysans. 
Le Conseil des entrepreneurs agricoles du Québec se joint aujourd’hui à l’UP comme autre groupe pour réclamer la réforme du modèle syndical au Québec.
Le rapport Pronovost de 2008 recommandait de mettre fin au monopole syndical de l'UPA: « En 2008, Jean Pronovost, qui présidait la Commission sur l’avenir de l’agriculture et de l’agroalimentaire québécois, a produit un rapport qui en appelait à une petite révolution. Outre une révision en profondeur de l’aide étatique, il recommandait au gouvernement de mettre fin au monopole syndical de l’Union des producteurs agricoles (UPA) afin de permettre la fondation d’autres associations et, surtout, l’émergence de petites fermes offrant des produits de niche, notamment biologiques, sur place ou par des circuits courts de distribution. »
Plusieurs crises dans le milieu rural et agricole éclatent au Québec. La question du dépeuplement rural devient un enjeu important et médiatisé. De plus, le modèle agricole des grandes fermes est critiqué.
Dans plusieurs situations, la pollution agricole est critiquée par de nombreux groupes citoyens. Les militants se retrouvent souvent freiné ou bloqué par la puissance de l’UPA et une certaine grogne s’installe face au syndicat agricole. L’industrie porcine tournée vers l’exportation avec son modèle capitaliste et polluant est au centre d’importantes contestations citoyennes. En 1996, plusieurs comités citoyens se forment pour lutter face aux supers porcheries. Cette opposition mènera en 2001 à la réalisation du documentaire Bacon, qui sera une véritable onde de choc au Québec.
En 1998, le collectif Sauver les campagnes est formé à St-Germain-De-Kamouraska. Il a pour but d’englober les différentes luttes environnementales, les luttes pour un modèle agricole différent et celles pour la protection du territoire. Alors que le mouvement est constitué majoritairement de citoyens, les organisateurs sont avant tout des agriculteurs. 
Les revendications s’inscrivent de plus en plus dans le sens de l’accroissement de la démocratie dans l’organisation rurale. La remise en question du monopole de l’UPA devient de plus en plus centrale.
En 2000 et 2001, les organisateurs de la coalition Sauver les campagnes rencontrent lors de sommets paysans internationaux plusieurs autres groupes paysans venus de partout sur la planète. Ils font entre autres la rencontre de José Bové de la Confédération paysanne française et du mouvement de la Via Campesina. Ces rencontres permettent aux leaders de la coalition québécoise de prendre connaissance de la force du mouvement paysan à l’international.

### Fondation de l'Union Paysanne
À la suite de la rencontre des organisations des autres pays, la coalition Sauver les campagnes organise son troisième colloque en 2001 sur le sujet « Repenser l’agriculture ». Sachant que la question du monopole syndical sera abordée, plusieurs représentants de l’UPA se présentent. Cependant, au lieu de dialoguer, les représentants de l’UPA quittent le colloque. Face au non-dialogue de l’UPA, les membres de la coalition Sauver les campagnes décident officiellement de former un syndicat paysan.
Le 27 mai 2001 à St-Germain-De-Kamouraska, à l’invitation de la coalition Sauver les Campagnes, des citoyens et des  agriculteurs sont rassemblés pour former le comité provisoire de l’Union paysanne et adopter un manifeste.
En novembre, l’Union Paysanne est officiellement formée. Les deux leaders fondateurs sont Roméo Bouchard et Maxime Laplante. Dès le départ, l’organisation repose sur des principes démocratiques.  
L'UP réussit rapidement à s’imposer comme un joueur important du domaine agroalimentaire québécois.

### Réorganisation
Après le départ dans la controverse de Roméo Bouchard de la présidence, l’Union paysanne procède à une restructuration. En effet, même si l’organisation garde sa notoriété, elle semblait avoir des difficultés à augmenter son nombre de membres. En 2015, pour améliorer sa situation financière, l’UP change son titre d’organisation syndicale pour devenir une Organisation à but non lucratif.
Après le départ de Bouchard et un court passage de Maxime Laplante à la présidence, Benoit Girouard prend la tête de l’Union paysanne pour 10 ans. Maxime Laplante occupa les fonctions de président jusqu'en 2020. 
Depuis, il s'agit du rimouskois Gabriel Leblanc qui assume la présidence  

## Principes et valeurs
L’UP se donne comme mission première de regrouper l’action collective pour promouvoir l’agriculture paysanne et la souveraineté alimentaire.  

### Valeurs paysannes
Les valeurs défendues par l’Union paysanne sont : l’autonomie, la démocratie, l’engagement et la solidarité. 
Dans leur déclaration de principe, l’UP précise qu’elle est avant tout présente pour s’opposer au modèle agricole industriel et au libre-échange. 
Elle soutient l’importance de la liberté syndicale dans le milieu agricole québécois. Elle encourage un modèle agricole à l’échelle humaine, respectueux de l’environnement, des sols et des animaux. L’UP préconise une occupation des campagnes et des économies de proximité pour encourager un milieu rural vivant.

### Souveraineté alimentaire
Le concept de souveraineté alimentaire qui est au centre de l’action de l’Union Paysanne est celui développé par la Via Campesina lors du sommet de la FAO à Rome en 1996.  
La souveraineté alimentaire se pose en opposition au modèle de libre échange développé par l’Organisation mondiale du commerce. Le principe de la souveraineté alimentaire est le fait de développer des politiques agricoles basées et adaptées sur le besoin des populations de chaque région. Elle propose de réorganiser la production alimentaire, le commerce et les communautés. Elle défend le fait de se nourrir comme un droit humain fondamental.  

## Organisation
L’Union paysanne représente plusieurs milliers de membres à travers le Québec. Son organisation est réduite face à celle de l’UPA. Son fonctionnement est avant tout assuré par un travail bénévole de ses membres et un petit nombre d’employés.  
L’organe organisationnel principal de l’UP est le Conseil de coordination. Ce conseil est constitué de 11 membres élus par le congrès national. Neuf de ces postes sont réservés à des agriculteurs, les deux autres pour des citoyens. 
L’UP déploie également son organisation à travers le Québec. En effet, des postes de représentant de l’UP sont prévus dans chaque région administrative du Québec. Chaque représentant est appuyé par un conseil régional. Toutefois, plusieurs postes sont vacants à travers le Québec et plusieurs régions n’ont pas de représentant.  

## Affiliation internationale
Depuis sa fondation l’UP est proche de la Via Campesina. L’organisation internationale a fortement influencé la constitution même du syndicat paysan lors de sa fondation. L’UP est membre du mouvement international depuis 2003.

### Via Campesina
La Via Campesina (qui signifie la voie paysanne en espagnol) a été fondée en 1993. C'est un mouvement paysan regroupant les mouvements pour un modèle agricole alternatif à travers le monde. Elle regroupe environ « 150 organisations locales et nationales dans 70 pays d’Afrique, d’Asie, d’Europe et des Amériques. En tout, elle représente environ 200 millions de paysannes et de paysans. »
Défendant les valeurs paysannes telles que la souveraineté alimentaire, l’écologie, le droit à l’alimentation, les droits autochtones et la vision d’une agriculture différente. Elle se positionne en contre discours face à l’OMC et appelle les pays à quitter l’organisation internationale. Dans sa déclaration « Dehors l’OMC-Construisons la souveraineté », elle critique la logique marchande de l’OMC et ses conséquences. « L’OMC et les ALE [accord de libre-échange] sont responsables de l’expansion et l’accélération de la conversion de nos aliments en marchandise, ce qui a entrainé la plus grande crise alimentaire que l’humanité a subie. »
La souveraineté alimentaire est au centre de son combat. L’organisation paysanne est maintenant reconnue comme acteur central dans les débats autour de l’alimentation et de l’agriculture par les institutions de l’ONU. En décembre 2018, l’Assemblée générale des Nations unies a voté en faveur d’une Déclaration des Nations Unies sur les droits des paysans et des autres personnes travaillant dans les zones rurales.
La Via Campesina est dans la mouvance des mouvements altermondialistes. Dans son organisation, en plus de mettre de l’avant l’alliance entre le nord et le sud, elle met de l’avant des groupes tels que les femmes ou les jeunes. 
L'union paysanne a été fondée en 2001.

## Revendications
L'Union paysanne milite pour l'augmentation du hors-quota pour les petits producteurs, notamment devant la Régie des marchés agricoles
Elle se fait principalement défenseure des petits producteurs agricoles du Québec.